# 신트마르턴의 코로나19 범유행
다음은 신트마르턴의 코로나바이러스감염증-19 범유행에 대한 글이다.

## 연혁
신트마르턴의 실베리아 제이콥스가 3월 11일, 여행 제한을 14일에서 21일로 강화하였다.
3월 18일, 신트마르턴에서 첫 확진자가 발생하였다.

## 같이 보기
- 앵귈라의 코로나19 범유행
- 사바섬의 코로나19 범유행
- 북아메리카의 코로나19 범유행
- 나라별 코로나19 범유행